# 笑顔と笑顔で始まるよ!
「笑顔と笑顔で始まるよ!」（えがおとえがおではじまるよ）は、新田恵海の楽曲。畑亜貴が作詞、Elements Gardenの上松範康が作曲を担当した。デビューシングルとして、2014年9月10日にブシロードミュージックの内部レーベルであるemitsunレーベルから発売された。

## 背景とリリース
発売形態は通常盤（EMTN-10001）と生産限定盤（EMTN-10002）の2種類で、生産限定盤には表題曲「笑顔と笑顔で始まるよ!」のミュージック・ビデオを収録したDVDが付属する。ジャケットの題字と歌詞カードは新田が手書きした。
2014年7月4日、ブシロードミュージック（発表当時は響ミュージック）からソロアーティストデビューすることが発表された。2017年1月7日に開催された『つんらじ presents 新田恵海2017新春イベント 謹賀つん年』にて、ブシロードの木谷高明社長から「新田が唄ったデモ音源を聴いて感動したことがデビューにつながった」ことが明らかにされた。
「笑顔と笑顔で始まるよ!」は、高坂穂乃果役として出演した『ラブライブ!』（μ's）で多くの楽曲を提供してきた畑亜貴が作詞、『株式会社S 主催 新人アーティストオーディション』で審査員を務めた頃から新田のことを知っているElements Gardenの上松範康が作曲を担当した。新田が表現するときのテーマでもある「笑顔や元気になってほしい」という想いと重なるタイトルや歌詞になっている。

## プロモーション
「笑顔と笑顔で始まるよ!」の発売を記念して、トーク&ミニライブイベントやお渡し会などのリリースイベントが開催された。2014年9月11日に札幌市で予定されていたイベントは、悪天候により中止され、代わりに後日に特典として「直筆サイン&コメント入りメッセージカード」が配布された。当日は札幌を含む地方に大雨特別警報が発表されていた。

## ミュージック・ビデオ
2014年7月18日にTOKYO MXで放送された『月刊ブシロードTV』第15回で「笑顔と笑顔で始まるよ!」のミュージック・ビデオが初公開された。監督は、第13回『MTV Video Music Awards Japan』にて、T.M.Revolution × 水樹奈々の楽曲「Preserved Roses」のミュージック・ビデオで最優秀コラボレーションビデオ賞を受賞した森田一平。

## ライブ・パフォーマンス
2014年8月13日、TSUTAYA O-EASTで開催された所属事務所主催のライブイベント『S夏祭り』にて初お披露目された。2015年にはソロアーティストとして初出演した『Animelo Summer Live 2015 -THE GATE-』で披露された。

## メディアでの使用
笑顔と笑顔で始まるよ!
ラジオ番組『新田恵海のえみゅーじっく♪まじっく☆』のオープニングテーマ。
想像を超えた世界
ラジオ番組『新田恵海のえみゅーじっく♪まじっく☆』のエンディングテーマ。

## シングル収録トラック
| #         | タイトル                                | 作詞      | 作曲                        | 編曲                        | 時間  |
| --------- | --------------------------------------- | --------- | --------------------------- | --------------------------- | ----- |
| 1.        | 「笑顔と笑顔で始まるよ!」               | 畑亜貴    | 上松範康（Elements Garden） | 菊田大介（Elements Garden） | 5:25  |
| 2.        | 「想像を超えた世界」                    | Satomi    | 母里治樹（Elements Garden） | 母里治樹                    | 4:44  |
| 3.        | 「笑顔と笑顔で始まるよ!」(Instrumental) |           |                             |                             | 5:25  |
| 4.        | 「想像を超えた世界」(Instrumental)      |           |                             |                             | 4:44  |
| 合計時間: | 合計時間:                               | 合計時間: | 合計時間:                   | 合計時間:                   | 20:18 |

| #  | タイトル                              | 作詞 | 作曲・編曲 |
| -- | ------------------------------------- | ---- | ---------- |
| 1. | 「笑顔と笑顔で始まるよ!」(Music Clip) |      |            |

## 収録アルバム
- EMUSIC（#1）